# Roger Guenveur Smith
Roger Guenveur Smith ( /ɡænˈvɜːr/ ;  Berkeley, 27 de julho de 1955) é um ator, diretor e roteirista norte-americano conhecido por suas colaborações com o diretor de cinema Spike Lee.

## Biografia
Roger Guenveur Smith nasceu em 27 de julho de 1955, na Califórnia. Ele estudou na Loyola High School, em Los Angeles, e se formou no Occidental College. Depois, ele estudou na Universidade de Yale, em New Haven, Connecticut, onde fez um teste bem-sucedido para a Escola de Teatro e mudou sua busca por um diploma de pós-graduação em história. Além disso, Smith estudou no Keskidee Arts Centre em Londres.

## Carreira
Smith apareceu em filmes como School Daze,  Do the Right Thing,  King of New York, Panther , Malcolm X, Poetic Justice, Get on the Bus, Eve's Bayou, He Got Game e Summer of Sam. Vários desses filmes foram dirigidos por Spike Lee. Durante a década de 1990, ele teve um papel recorrente em A Different World.
Smith também foi a voz de Bao-Dur no videogame Star Wars: Knights of the Old Republic II: Os Lordes Sith . Ele interpretou Craig Barnes, um detetive corrupto no filme de artes marciais/crime Fist of the Warrior, ao lado de Ho-Sung Pak e Sherilyn Fenn . Smith estrelou com Laurence Fishburne e Jeff Goldblum no filme Deep Cover de 1992. Ele também interpretou um vilão em All About the Benjamins (2002) com Ice Cube.
Em 2000, ele interpretou o Agente Schreck na primeiro filme da franquia de terror Final Destination. Em 2006, ele interpretou o vilão principal no filme de ação lançado direto para vídeo Mercenary for Justice, ao lado de Steven Seagal . Smith participou do filme American Gangster de 2007, com Denzel Washington e Russell Crowe, no qual interpretou Nate, a conexão militar de Frank Lucas (Washington) no Vietnã. Ele também desempenhou o papel de Isaiah no filme de 2016 O Nascimento de uma Nação, um filme sobre a vida de Nat Turner . Smith também teve um papel recorrente na série da HBO, Oz.
Juan e John, escrito e interpretado por Smith, é baseado na luta mais famosa do beisebol - o arremessador do San Francisco Giants, Juan Marichal, golpeando John Roseboro, do Los Angeles Dodgers, com seu taco durante uma batalha de 1965 pelo campeonato no Candlestick Park - que traumatizou o dramaturgo quando criança.  Smith interpretou o líder negro americano Booker T. Washington na minissérie Self Made da Netflix de 2020, baseada na vida de Madame CJ Walker (Octavia Spencer). Smith escreveu, dirigiu e apresentou o show solo Em homenagem a Jean-Michel Basquiat, uma homenagem a Jean-Michel Basquiat, de quem era amigo.

## Vida pessoal
Smith é divorciado com Carolina Smith, mãe de sua filha mais velha. Ele e sua atual esposa, LeTania Kirkland Smith, têm três filhos.

## Filmografia
| Year      | Title                               | Role                                    |
| --------- | ----------------------------------- | --------------------------------------- |
| 1988      | School Daze                         | Yoda                                    |
| 1989      | Do the Right Thing                  | Smiley                                  |
| 1990      | King of New York                    | Tanner                                  |
| 1992      | Deep Cover                          | Eddie                                   |
| 1992      | Malcolm X                           | Rudy                                    |
| 1993      | Poetic Justice                      | Heywood                                 |
| 1995      | Panther                             | Pruitt                                  |
| 1995      | Tales from the Hood                 | Rhodie                                  |
| 1996      | Get on the Bus                      | Gary                                    |
| 1997      | Eve's Bayou                         | Lenny Mereaux                           |
| 1997      | Oz                                  | Huseni Mershah                          |
| 1998      | He Got Game                         | Big Time Willie                         |
| 1999      | Summer of Sam                       | Detective Curt Atwater                  |
| 1999      | Facade                              | Henson                                  |
| 2000      | Final Destination                   | Agent Schreck                           |
| 2001      | A Huey P. Newton Story              | Huey P. Newton                          |
| 2002      | All About the Benjamins             | Julian Ramose                           |
| 2003      | Shade                               | Marlo                                   |
| 2004      | Justice                             | Carter                                  |
| 2004      | Joy Road                            | Charles Blocker                         |
| 2006      | Fatwa                               | Samir Al-Faied                          |
| 2006      | Mercenary for Justice               | Anthony Chapel                          |
| 2006      | Confessions                         | Father Jeffrey                          |
| 2006      | God's Waiting List                  | Solomon Corbin                          |
| 2007      | Fist of the Warrior                 | Det. Craig Barnes                       |
| 2007      | I Believe in America                | Cesar                                   |
| 2007      | The Take                            | Dr. Phineas                             |
| 2007      | American Gangster                   | Nate                                    |
| 2007      | Cover                               | Kevin Wilson                            |
| 2009      | Fighting                            | Jack Dancing                            |
| 2009      | The Rothstein Diamond               | Walter                                  |
| 2010      | Caller ID                           | Blake                                   |
| 2010      | Mooz-Lum                            | Hassan Mahdi                            |
| 2010      | Better Mus' Come                    | Prime Minister                          |
| 2011      | The Son of No One                   | Hanky                                   |
| 2011      | CornerStore                         | Earl                                    |
| 2011      | Abduction                           | Mr. Miles                               |
| 2011      | Lost Revolution                     | Cesar                                   |
| 2012      | In the Hive                         | Paris                                   |
| 2013      | Water & Power                       | Turnvill                                |
| 2013      | They Die by Dawn                    | Jourdon Anderson                        |
| 2015      | Dope                                | Austin Jacoby                           |
| 2015      | Dutch Book                          | Cornelius Parks                         |
| 2015      | But Not for Me                      | Raymond Little                          |
| 2015      | Supermodel                          | Max                                     |
| 2015      | Chi-Raq                             | Red, White, and Blue Insurance Salesman |
| 2016      | The Birth of a Nation               | Isaiah                                  |
| 2016      | Dirty                               | Detective Berg                          |
| 2016      | Why Lie? Beer, Woman, Chicken Wings | Dubs Miguel                             |
| 2017      | Bitch                               | Steven Sheriff                          |
| 2017      | The Queen of Hollywood Blvd.        | Duke                                    |
| 2017      | The Clapper                         | Dr. Rogers B. Hay                       |
| 2017      | Rodney King                         | Rodney King                             |
| 2017      | Dr. Brinks & Dr. Brinks             | Paul Sydney                             |
| 2017      | Marshall                            | Walter White                            |
| 2018      | The Choir Director                  | Trustee Jonathan Smith                  |
| 2018      | No More Mr Nice Guy                 | El Gato                                 |
| 2018      | The Other Side                      | Martin                                  |
| 2018      | Burning Shadow                      | Mr. Jones                               |
| 2018      | I'll See You Around                 | Michael Gomez                           |
| 2018      | Behind the Movement                 | Rosa Parks husband                      |
| 2020      | Carl Weber's Influence              | Bradley Hudson                          |
| 2022      | Till                                | Dr. T.R.M. Howard                       |
| 2022–2023 | All Rise                            | Judge Marshall Thomas                   |